# Fritz August Breuhaus
Fritz August Breuhaus (Solingen, 9 febbraio 1883 – Colonia, 2 dicembre 1960) è stato un architetto, stilista e arredatore tedesco.

## Opere in Italia e Svizzera
- 1927/1928: Villa per signore Steinmann, Fahrwangen (Canton Aargau, Svizzera)
- 1928: rustico per il console dottore D., Caslano (Canton Ticino, Svizzera)
- anteriore 1929: concepimento per un pittore (Canton Ticino, Svizzera)
- anteriore 1930: foresteria per un club di golf „La Magliasina“, Magliaso presso Caslano (Canton Ticino, Svizzera)
- 1932: rustico per signore H. Thomi, Arlesheim (Canton Basel-Landschaft, Svizzera)
- circa 1933: rustico  „Casa Scania“ per Rudolf Caracciola, Lugano-Ruvigliano (Canton Ticino, Svizzera)
- anteriore 1935: amministrazione per la ditta Helvetia & Heinrich Frank Söhne AG, Basel (Canton Basel-Stadt, Svizzera)
- 1939: rustico „Rocco del Moro“ per il comandante Arturo Ferrarin presso Varese (Italia)
- 1953: rustico  "Turmhaus Monte Brè“, Lugano-Castagnola (Canton Ticino, Svizzera)
- 1954: rustico „Casa Pergola“ (Canton Ticino, Svizzera)
- 1954: Villa "Castelletto" per Sig.ra Alice Scherrer von Guggenberger (Sorengo (Lugano), Svizzera)
- anteriore 1957: casa unifamiliare presso Küssnacht, Luzern (Canton Luzern, Svizzera)
- anteriore 1957: casa unifamiliare presso Zürich (Canton Zürich, Svizzera)